# Vitali Teleš
Vitali Teleš (* 17. Oktober 1983 in Tallinn) ist ein estnischer Fußballspieler. Der Torhüter steht beim Maardu Linnameeskond in der Esiliiga unter Vertrag.

## Karriere
Für seinen Jugendverein Tallinna JK absolvierte Vitali Teleš in der Saison 2002 ein Zweitligaspiel. 2004 wechselte er innerhalb der Landeshauptstadt zum dortigen Erstligisten FC TVMK Tallinn. Mit dem Verein, welcher von einer estnischen Möbelfirma gesponsert wurde, gewann Teleš im folgenden Jahr mit dem Team die nationale Meisterschaft. Mit 21 Gegentoren musste der Torhüter die wenigsten Tore zulassen, sein Mannschaftskollege Tarmo Neemelo stellte zugleich mit 41 erzielten Saisontoren einen Tore-Rekord auf. Im Jahr darauf gewann Teleš den estnischen Pokal im Finalspiel gegen den FC Flora Tallinn. Nach dem Ende der Saison 2008 musste der FC TVMK Tallinn aufgelöst werden. Vitali Teleš fand für die neue Saison einen neuen Verein in Finnland. Beim FF Jaro aus Jakobstad unterschrieb Teleš einen Vertrag über drei Jahre bis zum Ende der Saison 2011. Sein Debüt in der Veikkausliiga gab er beim 5:1-Sieg gegen JJK Jyväskylä in seiner ersten Saison 2009. In insgesamt drei Spielzeiten kam er auf 61 Spieleinsätze. Nachdem der Vertrag ausgelaufen war und bereits mit seinem Landsmann Artur Kotenko ein Nachfolger gefunden worden war, unterschrieb Teleš einen Vertrag beim JK Nõmme Kalju zunächst bis Saisonende 2012. Bei dem Verein, der 2014 in FC Nõmme Kalju umbenannt wurde, spielte der Torhüter noch bis zum Dezember 2019. Im letzten Spiel der Saison 2017 gelang dem Torhüter beim 8:1-Sieg gegen JK Trans Narva sogar ein Elfmetertor. Zum Beginn des Jahres 2020 ging er dann weiter zum Zweitligisten Maardu Linnameeskond.

## Erfolge
- Estnischer Meister: 2005, 2012, 2018
- Estnischer Superpokalsieger: 2005
- Estnischer Pokalsieger: 2006, 2015